# 介錯 (漫畫家)
介錯是一個日本漫畫家二人組的筆名，兩位成員分別是七戶輝正和太田仁。他們的早期作品漫畫帶有百合成份。

## 作品列表

### 漫畫
- 天使紅心戰士（超絶対美少女天使エンゼルハート）
- 哀天使（哀天使）
- 鋼鐵天使（鋼鉄天使くるみ）
- 魔法少女貓（魔法少女猫たると）
- 圓盤皇女（円盤皇女ワるきゅーレ）
- 十字架闇夜三人組（十字架トライアングル）
- 神無月的巫女（神無月の巫女）
- 鍵姬物語 永久愛麗絲迴旋曲（鍵姫物語 永久アリス輪舞曲）
- 三劍客事件簿（三銃士事件帖）
- 京四郎與永遠的空（京四郎と永遠の空）
- 東京奇幻學園勇者科（東京ファンタジー学園勇者科 月彩のノエル）
- 劇場版 機動戰士GUNDAM00 -A wakening of the Trailblazer-（劇場版 機動戦士ガンダム00 -A wakening of the Trailblazer-）
- 絕對少女聖域（絶対少女聖域アムネシアン）
- ハザマノウタ（ハザマノウタ）
- ねこ球9（ねこ球9）
- 残念くのいち伝（残念くのいち伝）
- 虹野さん家のホワイトスワン（虹野さん家のホワイトスワン）
- 魂の美食家 ベル＆サリー
- 赤赫血物語
- 2×2 雙子X雙子
- 姬神的巫女

### 遊戲軟體
- 夢幻模擬戰 千年紀（ラングリッサーミレニアム）——擔任人物設定
- 夢幻模擬戰 千年紀WS the Last Century（ラングリッサーミレニアムWS the Last Century）——擔任人物設定
- 虹色躲避球 少女們的青春（虹色ドッジボール 乙女たちの青春）

## 外部連結
- 介錯電子學園（页面存档备份，存于） (介錯二人組的官方網站)（日語）